# زاغ بال‌سفید
زاغ بال‌سفید (نام علمی: Corcorax melanorhamphos) نام یک گونه از تیره گل‌آشیان است.